# Arboretum w Szarvas
Arboretum w Szarvas (węg. Szarvasi Arborétum) – arboretum zlokalizowane w Szarvas, w Komitacie Békés, na Węgrzech. Jest największym arboretum w tym kraju.

## Historia
Arboretum o powierzchni 82 hektarów położone jest poza miastem, przy drodze w kierunku Mezőtúr, nad korytem rzeki Keresz. Rośnie w nim około 1600 gatunków roślin w pięciu kolekcjach. Najstarsza część, tzw. Ogród Pepiego (węg. Pepikert), założony został przez hrabiego Pála Bolzę, jako potencjalna konkurencja dla ogrodów wiedeńskiego pałacu Schönbrunn (historia arboretum zaczyna się od włoskiej rodziny Bolza - generał Péter Bolza został właścicielem ziemskim w Szarvas w 1798). 
Po nacjonalizacji arboretum miało kilku właścicieli, a jego obszar systematycznie się powiększał i powstały nowe kolekcje. Dziś instytucja utrzymuje pięć zbiorów na powierzchni 82 hektarów. Oprócz edukacji i badań prowadzi również działalność turystyczną. W 1985 ogród został przekształcony w niezależny instytut Uniwersytetu Ogrodnictwa i Przemysłu Spożywczego. Instytut funkcjonował pod nadzorem Wydziału Architektury Krajobrazu i Planowania Osadnictwa Uniwersytetu Korwina w Budapeszcie, a od 2016 roku Uniwersytetu Świętego Stefana.

## Kolekcje
Na terenie arboretum znajdują się cztery kolekcje ogólnodostępne i nieuprzystępniona szkółka: 
- najstarsza, "Ogród Pepi",
- Ogród Mitrowski,
- Park Leśny,
- tzw. Ogród kuchenny z roślinami użytkowymi[2].

## Park miniatur
W ramach arboretum funkcjonuje park miniatur, w którym znajdują się modele m.in. Placu Bohaterów w Budapeszcie, Parlamentu węgierskiego, Mostu Łańcuchowego, bazyliki ostrzyhomskiej, opactwa w Tihany, czy katedry w Segedynie. 